# アッツ (グリーンランド)
アッツ（グリーンランド語: Attu）は、グリーンランド西部にあるケケタリク自治体にある町。人口195人（2024年）。